# Damat
Damat (tur. damat – „pan młody”, z pers. داماد dāmād – „zięć”) – oficjalny tytuł osmański, oznaczający mężczyznę, który wszedł do dynastii osmańskiej poprzez małżeństwo, stając się zięciem lub szwagrem sułtana.

## Niektórzy z damatów
Wśród wielu innych, następujący dostojnicy byli damatami dynastii osmańskiej:
- Damat Ferid Pasza, wielki wezyr (1919, 1920)
- Enver Pasza, minister wojny (1913–1918)
- Damat Mehmed Ali Pasza, wielki wezyr (1852–1853)
- Küçük Hüseyin Pasza, Kapudan Pasza (1792–1803)
- Ebubekir Pasza, Kapudan Pasha (1732–33, 1750–1751)
- Nevşehirli Damat Ibrahim Pasza, wielki wezyr (1718–1730)
- Silahdar Damat Ali Pasza, wielki wezyr (1713–1716)
- Köprülü Numan Pasza, wielki wezyr (1710)
- Çorlulu Damat Ali Pasza, wielki wezyr (1706–1710)
- Damat Hasan Pasza, wielki wezyr (1703–1704)
- Ibşir Mustafa Pasza, wielki wezyr (1654–1655)
- Bayram Pasza, wielki wezyr (1637–1638)
- Kara Mustafa Pasza, gubernator Egiptu (1623, 1624–1626)
- Damat Halil Pasza, wielki wezyr (1616–1619, 1626–1628)
- Öküz Mehmed Pasza, wielki wezyr (1614–1616, 1619)
- Gümülcineli Damat Nasuh Pasza, wielki wezyr (1611–1614)
- Yemişçi Hasan Pasza, wielki wezyr (1601–1603)
- Damat Ibrahim Pasza, wielki wezyr (1596, 1596–1597, 1599–1601)
- Rüstem Pasza, wielki wezyr (1544–1553, 1555–1561)
- Lütfi Pasza, wielki wezyr (1539–1541)
- Pargalı İbrahim Pasza[a], wielki wezyr (1523–1536)
- Koca Davud Pasza, wielki wezyr (1482–1497)